# دریاچه توتا
دریاچه توتا (به اسپانیایی: Lago de Tota) یک دریاچه در کلمبیا است که در بخش بویاکا واقع شده‌است.